# Гельмерсен, Василий Васильевич
Василий Васильевич Гельмерсен (нем. Wilhelm Paul Christian Nikolai von Helmersen; 11 (23) августа 1873 — 9 декабря 1937) — библиотекарь, художник-силуэтист, автор иллюстраций к роману «Евгений Онегин».

## Биография
Происходил из старинного прибалтийского дворянского рода Гельмерсенов; был внучатым племянником Григория Петровича Гельмерсена. Родился 23 августа (4 сентября) 1873 на Кавказе в семье выпускника Ларинской гимназии (1858), школы гвардейских подпрапорщиков и военно-юридической академии военного судьи Василия Павловича Гельмерсена (1840—1914); мать — Мария-Елена Крюгер (1847—1875).
Учился на гимназическом отделении Петришуле с 1886 по 1889 год. В 1892 году окончил гимназию при лютеранской церкви Святой Анны и поступил на юридический факультет Императорского Санкт-Петербургского университета. В 1899 году окончил университет и определился на службу в контрольное отделение Министерства Императорского Двора. Продвинулся по служебной лестнице от помощника бухгалтера до надворного советника, камер-юнкера в 1908 году. В 1914 году перешёл на работу в дворцовую библиотеку Николая II, где он стал старшим помощником заведующего библиотекой.
К тому времени Гельмерсен был уже известен как художник, автор силуэтов. С начала 1900-х годов его работы были представлены на выставках в Академии художеств. Он известен за рубежом. Среди прочего, им созданы иллюстрации к «Евгению Онегину», «Войне и миру», «Мёртвым душам», «Герою нашего времени», «Выстрелу» Пушкина
После революции и национализации дворцовой библиотеки, Гельмерсен был назначен её заведующим. В 1923 году стал научным сотрудником Русского музея, а в 1925 году перешёл на работу в Академию наук. 
В 1929 году попал под кампанию по выявлению «социально-чуждых и контрреволюционных элементов» и был уволен, а в 1930 году арестован. Отбывал заключение на Соловках и в Медвежьегорске на строительстве Беломорско-Балтийского канала. О нём сохранились упоминания других заключённых:

В бараке для актеров помещалось до ста человек. Здесь жили и работники редакции газеты «Перековка». Среди них были исключительно интересные люди: литераторы, философы, ученые. Особенно запомнился художник Гельмерсен Василий Васильевич — бывший библиотекарь царя, маленький, худенький старичок лет 90, всегда улыбающийся, приветливый, остроумный, энергичный. Он когда-то был почетным членом разных заграничных академий, магистр, доктор-филолог, свободно владел многими иностранными языками, потрясающе знал историю всех времен и народов, мог часами наизусть цитировать главы из Библии, декламировал Державина, Пушкина, Блока и ещё вырезал ножницами из черной бумаги стилизованные силуэты из «Евгения Онегина»: Татьяна, Ольга, Ленский… С закрытыми глазами!
— В.Я. Дворжецкий «Пути больших этапов: записки актера».
В лагере Гельмерсен был вторично осуждён и расстрелян 9 декабря 1937 года; был захоронен на территории современного мемориального кладбища Сандармох.

## Иллюстрации к «Евгению Онегину»
Свою лучшую серию силуэтов (более 100) Гельмерсен создал, иллюстрируя роман «Евгений Онегин».
В 1909 году в шеститомном Венгеровском издании Пушкина была опубликована одна из иллюстраций Гельмерсена к «Евгению Онегину», и о художнике узнала и широкая публика. Позже А. М. Эфрос писал: «… (этот) рисунок Гельмерсена стал классическим. Он казался залогом скорого триумфа нового мастера пушкинской графики. Мы ждали, что не сегодня завтра появится гельмерсеновский „Евгений Онегин“, со всем циклом своих силуэтов, и займет подобающее место среди иллюстраций к Пушкину.»
Н. О. Лернер готовил издание «Евгения Онегина» с силуэтами Гельмерсена, но по каким-то причинам, оно так и не состоялось. Вероятно, этому помешала первая мировая война, а затем — революция.
В 1934 году директор Гослитмузея В. Д. Бонч-Бруевич приобрёл у вдовы пушкиниста Лернера 102 силуэта Гельмерсена к «Евгению Онегину» (хранятся в музее; описание приведено в «Каталогах Государственного литературного музея»: Вып.7. М., 1948). К столетней годовщине смерти Пушкина музей решил выпустить издание романа с иллюстрациями Гельмерсена, но осуществить эти планы не удалось. По крайней мере, эти иллюстрации были выставлены в залах Государственного исторического музея на Всесоюзной юбилейной пушкинской выставке в 1937 году
В 1941 году была предпринята вторая попытка выпустить иллюстрированное Гельмерсеном издание, но в этот раз опять помешала война.
И лишь в 1993 году в издательстве «Московский рабочий» вышла книга «Евгений Онегин в силуэтах Гельмерсена».

Из иллюстраций к «Евгению Онегину»
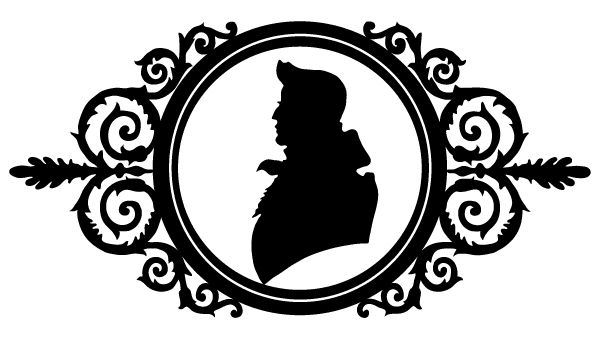
Евгений Онегин
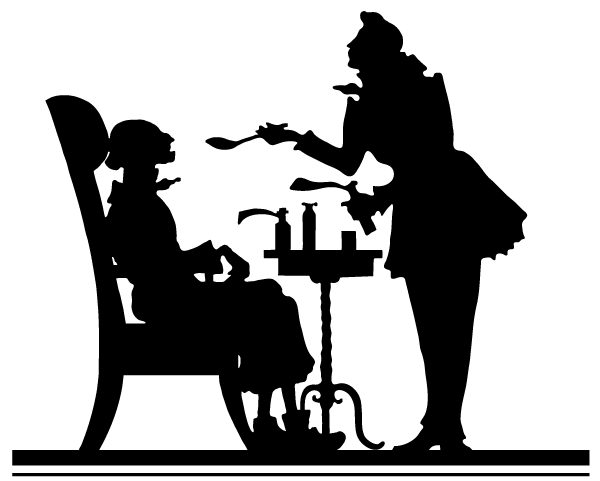
Печально подносить лекарство...
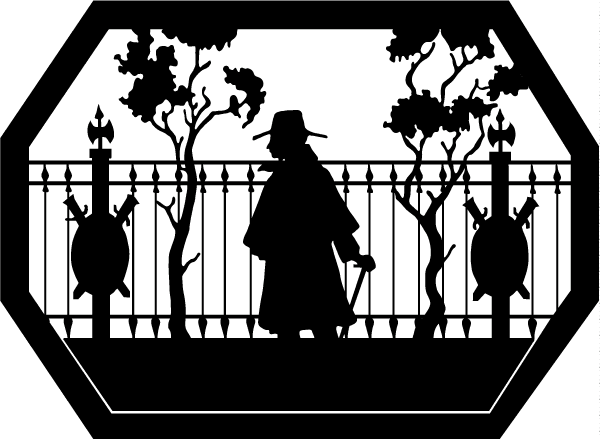
Там некогда гулял и я...
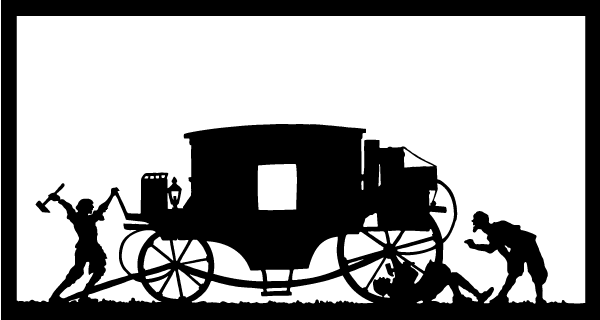
Российским лечат молотком Изделье легкое Европы...